# باب الحديد (عين العرب)
باب الحديد  قرية سوريّة تتبع إداريّاً لمحافظة حلب منطقة عين العرب ناحية صرين، بلغ تعداد سكانها 228 نسمة حسب التعداد السكاني لعام 2004.